# Alexej Chomič
Alexej Petrovič Chomič (14. března 1920, Moskva - 30. května 1980, Moskva) byl sovětský fotbalista.
Hrál na postu brankáře, hlavně za Dinamo Moskva a Dinamo Minsk.

## Hráčská kariéra
Alexej Chomič hrál na postu brankáře za Kombinat Moskva, Piščevik Moskva, Dinamo Moskva a Dinamo Minsk.
Za SSSR chytal 1 zápas.

## Úspěchy
Dinamo Moskva
- Sovětská liga: 1945, 1949